# Voropai, Krasnopillea
Voropai (în ucraineană Воропай) este un sat în comuna Samotoiivka din raionul Krasnopillea, regiunea Sumî, Ucraina.

## Demografie
Componența lingvistică a localității Voropai
     Ucraineană (100%)
Conform recensământului din 2001, toată populația localității Voropai era vorbitoare de ucraineană (100%).